# 망나니쌍살벌

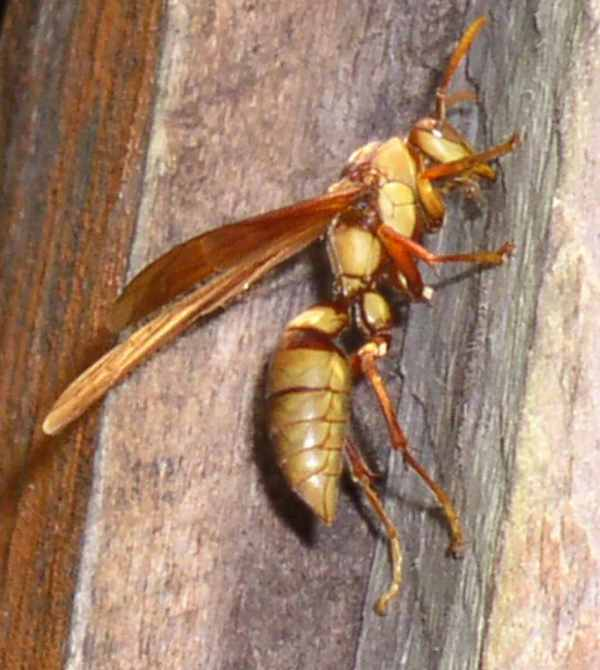

망나니쌍살벌(영어: executioner wasp, 학명: Polistes carnifex 폴리스테스 카르니펙스[*])은 세계적으로 분포한 쌍살벌속에 속한 신열대구의 벌이며, 무시무시하게 고통스럽고 강력한 침으로 유명하다. 망나니쌍쌀벌은 라틴아메리카에 서식하며 건물의 처마나 나뭇가지 밑에 작은 둥지를 짓는 굉장히 큰 노란색, 갈색을 띄는 쌍살벌이다. 군락에는 보통 한 마리의 여왕이 있으며, 겨울에는 대개 군락을 짓기 적합한 환경이 될 때까지 뭉쳐서 지낸다. 모든 군락에 난소가 발달한 여왕이 존재하는 것은 아니다. 먹이를 찾는 벌은 꽃꿀과 애벌레를 둥지로 가져와서 각자의 방에서 자라나는 애벌레들에게 먹인다. 큰턱과 이빨, 여왕과 일벌의 대립, 육아 감찰, 우성 상호작용 등등의 독특한 적응방식들이 다양한 역할을 한다. 망나니쌍쌀벌의 수명은 대개 6개월에서 18개월 정도인데, 말벌과 중에서 제일 오래 산다고 알려져있다.

## 분류, 계통
망나니쌍살벌(Polistes carnifex)은 쌍쌀벌속(Polistes)에 속하는데, 이는 말벌과(Vespidae)에서 규모가 제일 큰 속이고 쌍살벌족(Polistini)에 속한 단 하나의 속이다. 망나니쌍살벌은 쌍살벌아과(Polistinae)의 다른 종들처럼 진사회성(en:eusociality) 말벌과이다. 계통수 가설 중 하나에서는 망나니쌍살벌은 Polistes major 와 제일 가까우며 Polistes apachus, Polistes aurifer, Polistes bellicosus, Polistes carolina, Polistes metricus, Polistes poeyi haitiensis, Polistes perplexus 등등의 종들과도 상당히 가깝다. 하지만 망나니쌍살벌의 계통발생에 관한 합의는 없기 때문에 그 어떤 계통수도 옳다 할 수 없다.

## 형태, 식별
망나니쌍살벌은 몸길이가 최대 3cm에 달하는, 쌍쌀벌속에서 제일 거대한 신열대구벌이다. 크기는 크지만, 쌍살벌 치고는 그리 공격적이지 않다. 망나니쌍살벌은 몸뚱아리의 갈색, 노란색 줄무늬로 구분할 수 있다.
망나니쌍살벌의 둥지는 최대 직경 9cm 정도다. 최소 한 마리의 쌍살벌이 탄생한 둥지의 평균 길이는 27.8 mm에 달했다. 군락의 규모는 성체 4에서 13마리 정도다. 연구 샘플로 활용된 둥지의 경우 28개의 방이 있었고 이 숫자는 17일 간의 관찰 기간 동안 변함없었다. 커진 방은 주변부에 있던 단 하나 뿐이었다. 망나니쌍살벌은 때때로 건물의 처마나 다른 둥지를 매달 수 있는 곳에 둥지를 짓기도 한다. 망나니쌍살벌은 사회성이 있으며 둥지는 유충이 양육되는 여러 개의 수평으로 놓은 펄프 재질의 방으로 구성된다. 둥지는 매달려있고, 내부 노출되어있으며, 젤라틴 재질로 강화된 둥지 중앙의 한 기둥에 의지해 매달려있다.

## 분포, 서식
망나니쌍살벌은 중앙, 남아메리카에 서식한다. 그 범위는 멕시코에서 아르헨티나 북부에 이른다. 이 종은 열대우림같은 해안 지역, 습한 지역, 혹은 개방된 지역에 서식한다. 코스타리카에서 실시한 연구에서는, 둥지들은 주로 단명성(en:ephemerality) 늪 근처의 키작은 가시나무의 가지에 매달려있었다. 건물의 처마 밑에서 발견되기도 한다. 둥지는 때때로 Polybia 속의 둥지 몇 미터 근처에서, 이따금 Mischocyttarus 속의 둥지 근처에서 발견된다. 어떤 나무에는 몇 종의 쌍살벌 둥지가 발견되는 반면, 근처의 비슷한 다른 나무들에는 둥지가 한 개도 없는 경우가 많은데, 아마도 둥지가 비무작위적으로 분포하는 것으로 여겨진다.

## 군락 주기
망나니쌍살벌의 행동이나 생태에 대해 밝혀진 것은 거의 없다. 쌍살벌속, 말벌과에 속해있기 때문에 군락 주기를 예측할 수는 있다.
군락은 한 마리 여왕벌에서 시작되며, 벌집칸은 불린 펄프로 지어진다. 여왕벌은 군락을 세우기 위해 스스로 펄프를 불려(en:maceration) 공을 만든다. 여왕벌은 건설 중인 벽면을 앞발목마디로 꽉 움켜쥐고 턱으로 공을 옮긴다. 여왕은 작업을 끝내는 동안, 더듬이를 빙글빙글 돌려 평행하게 세워진 반대쪽 벽을 더듬는다. 이렇게 더듬이로 벽을 더듬어서 안쪽 벽의 면을 건설할 수 있다. 여왕벌은 알을 낳고 애벌레에게 꽃꿀과 애벌레를 먹인다. 첫 번째 방에서 태어난 암컷 일벌은 둥지를 확장하고 군락을 키우는 것을 도우며, 그들 스스로도 짝짓기를 하고 알을 낳을 수 있다.
망나니쌍살벌은 온화한 기후에 서식한다는 것을 고려해봤을 때, 해마다 겨울에 여왕만이 살아남아 동면하는 일반적인 군락 주기를 따를 것으로 보인다. 아열대의 암컷은 겨울에 뭉쳐 동면하여 혹독한 날씨를 버틴다. 여태까지 연구해온 온난한 기후에 서식하는 쌍살벌을 포함한 말벌과 종들의 경우, 몸의 크기는 혹독한 계절이 다가옴에 따라 증가하였다. 연구를 통해 겨울에 뭉친 암컷들 중 더 큰 암컷들이 주로 살아남아 여왕이 된다는 것이 밝혀졌다. 과학자들은 열대 종들이 겨울에 뭉침으로서 여왕이 될 벌들이 태어나자마자 새로운 군락을 세우는 대신, 보다 나은 기후 조건이 갖춰질 때까지 기다릴 수 있다고 예측했다.

### 둥지 형태
망나니쌍살벌의 둥지의 최대 크기는 지름 9cm, 평균 길이는 2.78cm이다. 둥지의 개체수는 4에서 13마리 정도다. 망나니쌍살벌의 군락의 성장율에 대한 자료는 없지만, 쌍살벌속의 다른 종 메트리쿠스 쌍살벌(en:Polistes metricus)은 느리게 자라는데, 군락의 유일한 여왕벌이 낳은 알을 먹어치우기도 하기 때문이다.

### 번식행동
한 가지 주목할만한 점은 모든 군락이 "난소가 잘 발달된 암컷"을 보유하지는 않는다는 점이다. 또다른 흥미로운 점은 다음과 같다: 콜롬비아에서 진행된 연구의 결과, 먹이를 찾는(en:foraging) 29 마리의 쌍살벌 중 25마리는 꽃꿀을, 3마리는 다진 먹이를, 한 마리는 둥지를 지을 펄프를 옮기고 있었다. 쌍살벌들이 먹이를 찾다가 귀환했을 때, 최상위 서열(en:Dominance (ethology))의 벌들이 먹이를 요구했고 다 같이 애벌레에게 먹이를 주었다. 각각의 벌들은 머리를 벌집의 방으로 들이밀어서 더듬이로 방의 벽을 두들기고 먹이를 둔다. 두들기는 소리는 1미터 바깥에서도 들을 수 있으며 애벌레들에게 먹이의 존재를 알릴 수 있다.

## 먹이찾기
영국의 자연사학자 토마스 벨트(en:Thomas Belt)는 큰 애벌레를 사냥한 망나니쌍살벌이 어떻게 몸뚱아리를 씹어서 원래의 절반 크기의 경단으로 만들어내는지 관찰했다. 벌은 애벌레를 집어서 몇 초 동안 맴돌다 남은 애벌레 반이 놓인 빽빽한 나뭇잎 주위를 몇 번 돌았다. 그러고 나선 그곳을 벗어났지만 몇 분 뒤 돌아와서 이파리 사이에 재빠르게 구멍을 파냈다. 벌은 처음에는 애벌레가 놓인 그 이파리를 정확하게 찾아가지 못했다. 벌은 몇 번이나 실패하고, 몇 번이나 원을 그리며 주위를 맴돈 끝에, 마침내 발견한 먹이를 물고 날아갔다. 벨트는 이 벌레가 먹이가 놓인 어떤 위치를 찾아내기 위해 사람이 했다고 해도 믿을법한 정신적인 과정을 사용할 수 있다고 경탄했다.

## 진화적 적응
망나니쌍살벌은 말벌과의 일종으로서 큰턱(en:Mandible (insect mouthpart))이 있으며, 초목을 자르고 목질섬유를 뜯어내며 둥지를 파거나 먹이를 붙잡아 찢는 데 사용할 수 있다. 망나니쌍살벌의 큰턱은 짧지만 밑부분은 넓적해서, 밑부분의 너비와 밑부분에서의 길이의 비율이 약 2.0에 이른다. 바깥의 밑부위는 "밑부분의 경계에서 ... 대악의 길이의 절반 정도에 위치한 지점"에 뻗쳐있다. 망나니쌍살벌도 이빨(teeth)이 있다. "볼록한 말단의 뒷부분 ... 은 뒷부분에서 제일 가까운 끝니(posteriormost apical tooth)와 이어져있고 말단의 연결부(distal media area)와 근접해있다." 망나니쌍살벌의 경우 이 부위가 볼록하다. 망나니쌍살벌의 세 번째 이빨의 앞쪽 날(third tooth's anterior edge)은 다른 종에 비해 길다.

## 종내상호작용

### 육아 감찰
망나니쌍살벌은 말벌과의 일종으로서 육아 감찰(en:worker policing)을 한다. 일벌들은 짝짓기를 하지 않지만 반수체이기 때문에 미수정란을 낳을 수 있으며, 알들은 수펄로 부화할 수 있다. 일벌과 아들 간의 근연계수(en:relatedness)는 r=0.5이고, 일벌과 여왕의 자식 수펄 간의 근연계수는 r=0.25이므로, 일벌은 피셔 법칙(en: Fisher's principle)에 따라 자기 아들을 낳는 것을 선호한다. 하지만 여왕과 아들 사이의 근연계수는 r=0.5, 여왕과 일벌의 아들 사이의 근연계수는 r=0.25이므로 여왕은 자신의 아들을 기르는 것을 선호하게 된다. 이 이득의 차이로 인한 결론은 다음과 같다: 여왕벌은 일벌들이 알을 낳지 못하도록, 일벌들은 다른 일벌들이 알을 낳지 못하도록 억압한다. 이 현상은 육아 감찰로 알려져있다.

## 종간상호작용
망나니쌍살벌의 둥지는 대개 늪 근처의 가시나무의 낮은 가지에 매달려있는데, 때때로는 Polybia 속의 쌍살벌, 조금 드물게는 Mischocyttarus 속의 쌍살벌의 둥지 몇 미터 근처에서 발견되기도 한다. Polybia 와 Mischocyttarus 속의 말벌들은 흔히 같은 영역에서 연대하지만, 망나니쌍살벌이 이들과 연대하는 일은 드물다. “망나니쌍살벌이 다른 사회성 말벌과들과 연대하는 현상은 코스타리카 바깥에서는 발견되지 않았다.”

### 세력권 행동
코스타리카에서는 망나니쌍살벌 수컷이 영역 삼은 능선의 꼭대기에 모인다. 수컷들은 둥지가 없는 나무와 덤불로 이루어진 그들의 영토 내의 다른 동종(en:Conspecificity) 수컷들을 쫓아낸다. 암컷들은 영역을 가지고 있는 수컷들과만 짝짓기를 하는 것으로 보인다.

### 기생충
망나니쌍살벌의 둥지에 대한 연구에서는 기생을 증명할 결정적인 증거를 발견하지 못했다. 세 칸에서 다른 종이 낳은 것으로 보이는 알이 발견되긴 했지만, 결국 망나니쌍살벌의 알이었다. 게다가 무작위로 애벌레 열 마리를 해부했을 때도 기생의 증거를 찾을 수 없었다.
망나니쌍살벌은 낮선부채벌레속(en:Xenos (insect))의 부채벌레한테 기생당한다. 이 절대기생물(en:obligate parasite)은 자라나는 쌍살벌 애벌레를 감염시키며, 암컷 쌍살벌이 부화할 때는 복부에 자리하다 껍질을 찢고 뿜어져나와 수컷은 번데기가 되고 암컷은 감염성이 있는 1령 애벌레를 꽃 위에 낳는다. 이 애벌레들은 먹이를 찾는 말벌에 매달려 둥지로 돌아온다.

## 독침
망나니쌍살벌은 특별히 공격적인 종류는 아니지만, 그 무시무시한 독침 때문에 라틴아메리카 전역에서 오싹한 악명을 얻었다. 유튜버이자 생태교육가인 코요테 피터슨(en:Coyote Peterson)은 오락 겸 교육적 목적으로 일부러 다양한 곤충들의 독침을 팔뚝에 쏘이곤 했는데, 망나니쌍살벌의 독침은 여태껏 쏘여본 것들 중 제일 고통스러우며, 총알개미나 장수말벌보다도 고통스럽다고 밝혔다. 코요테 피터슨은 “내 팔뚝은 일주일 동안 부풀어올랐으며, 결국 쏘인 곳 주변이 괴사해 작은 구멍이 생겼다."고 말했다.